# 1964年インスブルックオリンピックのクロスカントリースキー競技
1964年インスブルックオリンピックのクロスカントリースキー競技（1964ねんインスブルックオリンピックのクロスカントリースキーきょうぎ）は、1964年1月30日から2月8日までオーストリア、チロル州インスブルック郊外のゼーフェルトで行われた。

## 競技結果

### 男子

#### 30km
- 1964年1月30日
- エントリー70人：完走66人
- Sports-Reference.com (Olympics) のアーカイブ (英語)
- 1964年インスブルックオリンピックのクロスカントリースキー競技 - Olympedia（英語）
- インスブルックオリンピック公式記録(PDF):P107

| 順位 | 名前                       | 国・地域       | 記録           |
| ---- | -------------------------- | -------------- | -------------- |
| 1    | エーロ・マンティランタ     | フィンランド   | 1時間30分50秒7 |
| 2    | ハラルド・グルンニンゲン   | ノルウェー     | 1時間32分02秒3 |
| 3    | イーゴリ・ヴォロンチキーン | ソビエト連邦   | 1時間32分15秒8 |
| 4    | ジャンネ・ステファンソン   | スウェーデン   | 1時間32分34秒8 |
| 5    | シクステン・イェルンベリ   | スウェーデン   | 1時間32分39秒6 |
| 6    | カレヴィ・ラウリラ         | フィンランド   | 1時間32分41秒4 |
| 7    | アーサー・レーンルンド     | スウェーデン   | 1時間32分43秒6 |
| 8    | アイナル・オストビー       | ノルウェー     | 1時間32分54秒6 |
| 9    | トルステン・サミュエルソン | スウェーデン   | 1時間33分07秒8 |
| 10   | ヴァルター・ディメル       | 東西統一ドイツ | 1時間33分10秒2 |
| 41   | 佐藤和男                   | 日本           | 1時間42分39秒2 |
| 47   | 高橋秀蔵                   | 日本           | 1時間43分11秒2 |
| 51   | 北村辰夫                   | 日本           | 1時間46分13秒4 |
| 62   | 八幡長五郎                 | 日本           | 1時間51分45秒3 |

#### 15km
- 1964年1月31日
- エントリー75人：完走69人
- Sports-Reference.com (Olympics) のアーカイブ (英語)
- 1964年インスブルックオリンピックのクロスカントリースキー競技 - Olympedia（英語）
- インスブルックオリンピック公式記録(PDF):P105-106

| 順位 | 名前                       | 国・地域     | 記録      |
| ---- | -------------------------- | ------------ | --------- |
| 1    | エーロ・マンティランタ     | フィンランド | 50分54秒1 |
| 2    | ハラルド・グルンニンゲン   | ノルウェー   | 51分34秒8 |
| 3    | シクステン・イェルンベリ   | スウェーデン | 51分42秒2 |
| 4    | ヴェイノ・フータラ         | フィンランド | 51分45秒4 |
| 5    | ジャンネ・ステファンソン   | スウェーデン | 51分46秒4 |
| 6    | パヴェル・コルチン         | ソビエト連邦 | 51分52秒0 |
| 7    | イーゴリ・ヴォロンチキーン | ソビエト連邦 | 51分53秒9 |
| 8    | マグナル・ルンデモ         | ノルウェー   | 51分55秒2 |
| 9    | カレヴィ・ラウリラ         | フィンランド | 51分59秒8 |
| 10   | フランコ・ノーネス         | イタリア     | 52分18秒0 |
| 26   | 北村辰夫                   | 日本         | 55分24秒3 |
| 35   | 佐藤和男                   | 日本         | 56分04秒5 |
| 42   | 高橋秀蔵                   | 日本         | 57分03秒4 |
| 58   | 八幡長五郎                 | 日本         | 60分46秒1 |

#### 50km
- 1964年2月5日
- エントリー60人：完走47人
- Sports-Reference.com (Olympics) のアーカイブ (英語)
- 1964年インスブルックオリンピックのクロスカントリースキー競技 - Olympedia（英語）
- インスブルックオリンピック公式記録(PDF):P108-109

| 順位 | 名前                       | 国・地域     | 記録           |
| ---- | -------------------------- | ------------ | -------------- |
| 1    | シクステン・イェルンベリ   | スウェーデン | 2時間43分52秒6 |
| 2    | アーサー・レーンルンド     | スウェーデン | 2時間44分58秒2 |
| 3    | アルト・ティアイネン       | フィンランド | 2時間45分30秒4 |
| 4    | ジャンネ・ステファンソン   | スウェーデン | 2時間45分36秒6 |
| 5    | スヴェーレ・ステンスハイム | ノルウェー   | 2時間45分47秒2 |
| 6    | ハラルド・グルンニンゲン   | ノルウェー   | 2時間47分03秒6 |
| 7    | アイナル・オストビー       | ノルウェー   | 2時間47分20秒6 |
| 8    | オーレ・エレフセーター     | ノルウェー   | 2時間47分45秒8 |
| 9    | エーロ・マンティランタ     | フィンランド | 2時間47分47秒1 |
| 10   | メルシャー・リスベリ       | スウェーデン | 2時間48分03秒0 |
| 27   | 佐藤和男                   | 日本         | 3時間03分57秒9 |
| 42   | 高橋秀蔵                   | 日本         | 3時間14分31秒4 |
| -    | 八幡長五郎                 | 日本         | 途中棄権       |

#### 4×10kmリレー
- 1964年2月8日
- エントリー15チーム：完走15チーム
- Sports-Reference.com (Olympics) のアーカイブ (英語)
- 1964年インスブルックオリンピックのクロスカントリースキー競技 - Olympedia（英語）
- インスブルックオリンピック公式記録(PDF):P109-110

| 順位 | 名前                                                                                            | 国・地域       | 記録           |
| ---- | ----------------------------------------------------------------------------------------------- | -------------- | -------------- |
| 1    | カール＝オーケ・アスフ シクステン・イェルンベリ ジャンネ・ステファンソン アーサー・レーンルンド | スウェーデン   | 2時間18分34秒6 |
| 2    | ヴェイノ・フータラ アルト・ティアイネン カレヴィ・ラウリラ エーロ・マンティランタ               | フィンランド   | 2時間18分42秒4 |
| 3    | イワン・ウトロビン ゲンナディ・ヴァガノフ イーゴリ・ヴォロンチキーン パヴェル・コルチン         | ソビエト連邦   | 2時間18分46秒9 |
| 4    | マグナル・ルンデモ エルリン・スタイナイデ アイナル・オストビー ハラルド・グルンニンゲン         | ノルウェー     | 2時間19分11秒9 |
| 5    | ジュゼッペ・ステイネル マルチェロ・デ・ドリゴ ジョルジョ・デ・フロリアン フランコ・ノーネス     | イタリア       | 2時間21分16秒8 |
| 6    | ヴィクトー・アービー フェリックス・マテュー ロジェ・ピエー ポール・ロモン                       | フランス       | 2時間26分31秒4 |
| 7    | ハインツ・ザイデル ヘルムート・ヴァイドリッヒ エノー・ルーダー ヴァルター・ディメル             | 東西統一ドイツ | 2時間26分34秒4 |
| 8    | ユゼフ・グト＝ミシャガ タデウシュ・ヤンコフスキ エドワルド・ブドニー ユゼフ・リズーラ           | ポーランド     | 2時間27分27秒0 |
| 9    | コンラッド・ヒシュラー アロイス・ケーリン フランツ・ケーリン ハンス＝ジークフリート・オバラー   | スイス         | 2時間31分52秒8 |
| 10   | 高橋秀蔵 佐藤和男 北村辰夫 八幡長五郎                                                           | 日本           | 2時間32分05秒5 |

### 女子

#### 5km
- 1964年2月5日
- エントリー33人：完走32人
- Sports-Reference.com (Olympics) のアーカイブ (英語)
- 1964年インスブルックオリンピックのクロスカントリースキー競技 - Olympedia（英語）
- インスブルックオリンピック公式記録(PDF):P104

| 順位 | 名前                       | 国・地域     | 記録      |
| ---- | -------------------------- | ------------ | --------- |
| 1    | クラウディヤ・ボヤルスキフ | ソビエト連邦 | 17分50秒5 |
| 2    | ミルヤ・レートネン         | フィンランド | 17分52秒9 |
| 3    | アレフティナ・コルチナ     | ソビエト連邦 | 18分08秒4 |
| 4    | エフドキア・メクシロ       | ソビエト連邦 | 18分16秒7 |
| 5    | トイニ・ポイスチ           | フィンランド | 18分25秒5 |
| 6    | トイニ・グスタフソン       | スウェーデン | 18分25秒7 |
| 7    | バルブロ・マルティンソン   | スウェーデン | 18分26秒4 |
| 8    | エーヴァ・ルオッパ         | フィンランド | 18分29秒8 |
| 9    | セニヤ・プスラ             | フィンランド | 18分45秒7 |
| 10   | リタ・アチキナ             | ソビエト連邦 | 18分51秒1 |

#### 10km
- 1964年2月1日
- エントリー36人：完走35人
- Sports-Reference.com (Olympics) のアーカイブ (英語)
- 1964年インスブルックオリンピックのクロスカントリースキー競技 - Olympedia（英語）
- インスブルックオリンピック公式記録(PDF):P104-P105

| 順位 | 名前                       | 国・地域     | 記録      |
| ---- | -------------------------- | ------------ | --------- |
| 1    | クラウディヤ・ボヤルスキフ | ソビエト連邦 | 40分24秒3 |
| 2    | エフドキア・メクシロ       | ソビエト連邦 | 40分26秒6 |
| 3    | マリア・グサコワ           | ソビエト連邦 | 40分46秒6 |
| 4    | ブリット・ストランベリ     | スウェーデン | 40分54秒0 |
| 5    | トイニ・ポイスチ           | フィンランド | 41分17秒4 |
| 6    | セニヤ・プスラ             | フィンランド | 41分17秒8 |
| 7    | アレフティナ・コルチナ     | ソビエト連邦 | 41分26秒2 |
| 8    | トイニ・グスタフソン       | スウェーデン | 41分41秒1 |
| 9    | エーヴァ・ルオッパ         | フィンランド | 41分58秒1 |
| 10   | ミルヤ・レートネン         | フィンランド | 42分06秒9 |

#### 3×5kmリレー
- 1964年2月7日
- エントリー8チーム：完走8チーム
- Sports-Reference.com (Olympics) のアーカイブ (英語)
- 1964年インスブルックオリンピックのクロスカントリースキー競技 - Olympedia（英語）
- インスブルックオリンピック公式記録(PDF):P105

| 順位 | 名前                                                                               | 国・地域         | 記録           |
| ---- | ---------------------------------------------------------------------------------- | ---------------- | -------------- |
| 1    | アレフティナ・コルチナ エフドキア・メクシロ クラウディヤ・ボヤルスキフ             | ソビエト連邦     | 59分20秒2      |
| 2    | バルブロ・マルティンソン ブリット・ストランベリ トイニ・グスタフソン               | スウェーデン     | 1時間00分27秒0 |
| 3    | セニヤ・プスラ トイニ・ポイスチ ミルヤ・レートネン                                 | フィンランド     | 1時間02分45秒1 |
| 4    | クリスティーネ・ネストラー リタ・クゼヒ＝ブラスル レナート・ダンハウアー＝ボーゲス | 東西統一ドイツ   | 1時間04分29秒9 |
| 5    | ローザ・ディモワ ナデツダ・ヴァシリエワ クラスタナ・ステワ                         | ブルガリア       | 1時間06分40秒4 |
| 6    | ヤルミラ・シュコドヴァ エヴァ・ブジゾヴァ エヴァ・パウルソヴァ＝ベネショヴァ       | チェコスロバキア | 1時間08分42秒8 |
| 7    | テレサ・チュブニア チェスワワ・ストプカ ステファニア・ボグン                       | ポーランド       | 1時間08分55秒4 |
| 8    | エヴァ・バラズス マリア・タルナイ カタリン・ヘムリク                               | ハンガリー       | 1時間10分16秒3 |

## 各国メダル数
| 順 | 国・地域     | 金 | 銀 | 銅 | 計 |
| -- | ------------ | -- | -- | -- | -- |
| 1  | ソビエト連邦 | 3  | 1  | 4  | 8  |
| 2  | フィンランド | 2  | 2  | 2  | 6  |
| 3  | スウェーデン | 2  | 2  | 1  | 5  |
| 4  | ノルウェー   | 0  | 2  | 0  | 2  |